# Thonga

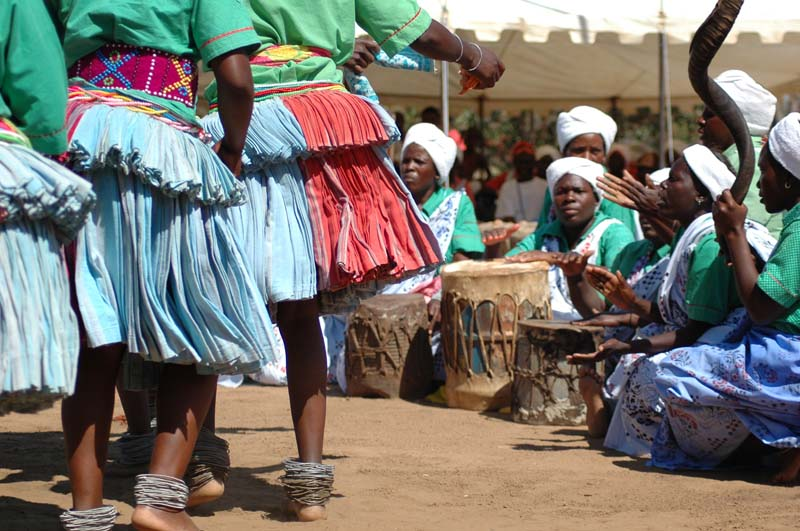
Traditionell shangaan-dans.

Thonga, tsonga eller shangaan är en folkgrupp i södra Moçambique, Swaziland och Sydafrika; deras antal uppgår sammanlagt till över fyra miljoner. Den traditionella huvudnäringen är en kombination av jordbruk och boskapshållning, men många har tagit lönearbete, bland annat inom industrin. Deras språk, tsonga, tillhör bantuspråken.